# Ksawerowo (obwód miński)
Ksawerowo (biał. Ксавярова, ros. Ксаверово) – wieś na Białorusi, w obwodzie mińskim, w rejonie mińskim, w sielsowiecie Łochowska Słoboda.
Dawniej dwór.